# اونساله
شهر اونساله (به سوئدی: Onsala) در ناحیه شهری کونگزبککا در کشور سوئد واقع شده‌است. جمعیت این شهر ۱۰۹۰٫۰۱  نفر است.